# Grzywacz (fala)
Grzywacz – załamująca się fala morska powstająca przy wietrze powyżej 5 stopni w skali Beauforta.